# Volci (Comeno)
Volci (in sloveno Volčji Grad) è un paese della Slovenia, insediamento (naselja) del comune di Comeno.
È capoluogo di una delle 20 comunità locali in cui si suddivide il comune.
Qua nacque il politico Alojz Štolfa.

## Geografia fisica
La località è situata sul Carso a 250,4 metri s.l.m. e a 4,2 chilometri dal confine italiano.

## Storia
Il nome del toponimo, secondo una leggenda deriverebbe dal fatto che qui visse e guarì da una malattia la contessa Maria Volcia di Aquileia, il cui nome è presente su una parete della chiesa.
Sotto il dominio asburgico Vouzigrad/Volcigrad (Volčji Grad o Volčigrad) fu comune catastale autonomo, inquadrato nella Contea di Gorizia e Gradisca e a livello regionale dapprima nel Regno d'Illiria e poi dal 1849 nel Litorale austriaco. In seguito il comune perse la propria autonomia, venendo aggregato a quello di Comen (Komen).
Durante la prima guerra mondiale era parte della linea difensiva austriaca del fronte dell'Isonzo. Nei pressi passava la Benzin-Elektrobahn, una ferrovia di guerra che collegava Duttogliano a Castagnevizza del Carso su una lunghezza di 21,8 km. Tale ferrovia serviva a rifornire le truppe austriache combattenti sul fronte dal Dosso Faiti al solco di Brestovizza. Si impiegavano motrici benzo-elettriche: il motore a scoppio era accoppiato a un generatore di corrente continua che forniva energia per i motori di trazione installati sia sulla motrice sia sui carri che costituivano il convoglio. Le motrici elettriche furono adottate per ragioni di mimetismo: i fumi del vapore avrebbero svelato la presenza dei convogli alle artiglierie italiane.
Nel 1920, dopo la fine della prima guerra mondiale e il Trattato di Rapallo, il paese passò assieme al resto della regione al Regno d'Italia, continuando a far parte del comune di Comen/Comeno (Komen). In questo periodo il suo nome venne italianizzato in Volci.
Nel 1947, in seguito alla seconda guerra mondiale e ai Trattati di Parigi, passò alla Jugoslavia. Dal 1991 fa parte della Slovenia.

## Monumenti e luoghi d'interesse
Vicino al paese vi è la pieve di San Giovanni Battista (Sv. Janez Krstnik), edificata in stile barocco tra il XVI ed il XVII secolo.